# Ге Фортгенс
Герардюс «Ге» Фортгенс (нід. Gerardus «Gé» Fortgens; 10 липня 1887, Гарлем — 4 травня 1957, там само), також відомий як Герріт Фортгенс (нід. Gerrit Fortgens) — нідерландський футболіст, який виступав на позиціях півзахисника та захисника. Грав за команди «Аякс» (Амстердам), УВВ (Утрехт) та «Гарлем».
Перший футболіст в історії «Аякса», що зіграв за національну збірну Нідерландів.

## Дитинство та ранні роки
Герріт народився 10 липня 1887 року в Гарлемі, в сім'ї Йоганнеса Фортгенса і Марії Луїзи Сгаус. Став шостою за рахунком дитиною в сім'ї з десяти дітей, хоча один з його старших братів помер у віці 3-х років у 1885 році, незадовго до народження Герріта. У Фортгенса було дві старші сестри Адріана і Марія і старші брати Корнеліс і Албертюс, а також молодші брат Йоханнес і сестри Вілгелміна, Гетрейда і Йоганна.

## Клубна кар'єра
Народившись у Гарлемі, Герріт починав грати у футбол у різних командах Амстердама, а з 1906 став виступати у складі «Аякса». У травні 1909 року він з командою став переможцем турніру «Золотий хрест», який по суті був кубком Амстердама. У фінальній грі з рахунком 1:0 був обіграний клуб «Блау-Віт». Наступного року «Аякс» також ставав переможцем цього турніру, проте команда, як і раніше, грала не в першому дивізіоні Нідерландів.
Лише у травні 1911 року «Аяксу» вдалося пробитися в перший дивізіон, того ж місяця знову було виграно турнір «Золотий хрест». За три сезони у першому класі Герріт зіграв за «Аякс» 52 матчі. За підсумками сезону 1913/14 «Аякс» посів останнє місце, а в матчі за збереження місця в першому класі амстердамці поступилися з рахунком 0:1 команді з Утрехта «Геркюлес». Після такого невдалого сезону команду залишило відразу кілька гравців. Фортгенс вирішив перейти в клуб УВВ з Утрехта, як і захисники Свартау і Гіліссен.

## Збірна Нідерландів
За збірну провів вісім матчів. Брав участь на Олімпійських іграх у Стокгольмі. Разом із командою завоював бронзові медалі Олімпіади, обігравши у матчі за третє місце збірну Фінляндії з рахунком 9:0. Хоча, в самому матчі за бронзу Ге не грав, зате виступав у матчах Австрією (чвертьфінал, 3:1) і Данією (півфінал, 1:4).

## Особисте життя
Герріт одружився 16 січня 1919 року. Його дружиною стала 27-річна уродженка Амстердама Тіка Кейл. У них було п'ятеро дітей — дочки Гелена Йоганна та Йоганна Тіка та сини Герардюс, Роберт та Ганс. У вільний від футболу час Фортгенс працював годинникарем.
4 травня 1957 року Герріт Фортгенс помер у Гарлемі у віці 69 років.

## Статистика

### Статистика виступів за збірну
| Дата      | Місто           | Господарі  | Результат | Гості            | Турнір               | Голи | Примітки                 |
| --------- | --------------- | ---------- | --------- | ---------------- | -------------------- | ---- | ------------------------ |
| 19-3-1911 | Антверпен       | Бельгія    | 1 – 5     | Нідерланди       | товариський матч     | -    |                          |
| 2-4-1911  | Дордрехт        | Нідерланди | 3 – 1     | Нідерланди       | товариський матч     | -    |                          |
| 10-3-1912 | Антверпен       | Бельгія    | 1 – 2     | Нідерланди       | товариський матч     | -    |                          |
| 16-3-1912 | Галл            | Англія     | 4 – 0     | Нідерланди       | товариський матч     | -    | Аматорська збірна Англії |
| 24-3-1912 | Зволле          | Нідерланди | 5 – 5     | Німецька імперія | товариський матч     | -    |                          |
| 28-4-1912 | Дордрехт        | Нідерланди | 4 – 3     | Бельгія          | товариський матч     | -    |                          |
| 30-6-1912 | Сульна (комуна) | Нідерланди | 3 – 1     | Австрія          | ОІ 1912 - 1/4 фіналу | -    |                          |
| 2-7-1912  | Стокгольм       | Нідерланди | 1 – 4     | Данія            | ОІ 1912 - 1/2 фіналу | -    |                          |
| Усього    |                 | Матчів     | 8         |                  | Голів                | 0    |                          |